# Kominowa

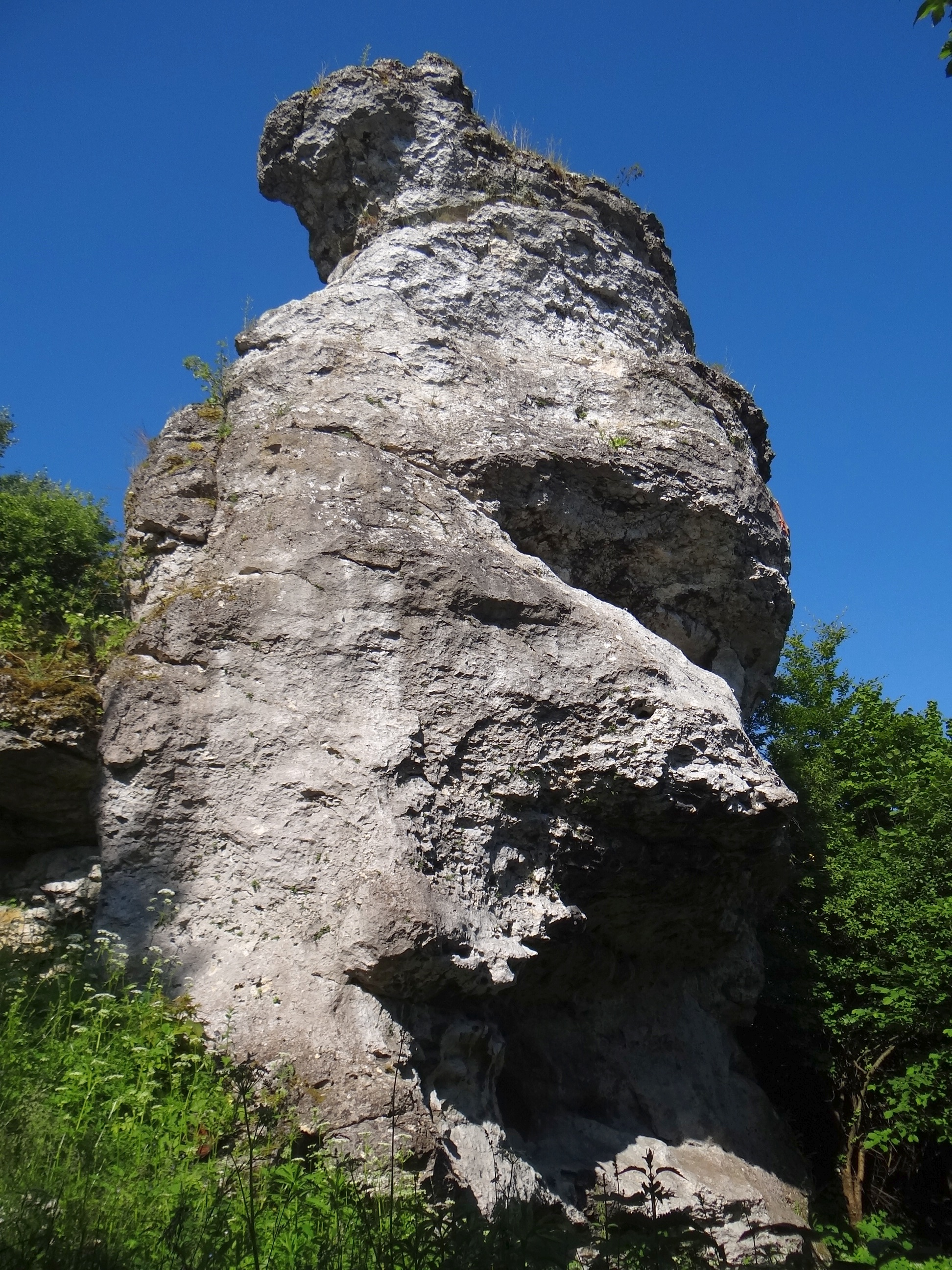

Kominowa – skała we wsi Ryczów w województwie śląskim, w powiecie zawierciańskim, w gminie Ogrodzieniec, na Wyżynie Częstochowskiej będącej częścią Wyżyny Krakowsko-Częstochowskiej. 
Kominowa znajduje się w Ryczowskim Mikroregionie Skałkowym i uprawiana jest na niej wspinaczka skalna. Jest najdalej na północ wysunięta skałą w grupie Straszykowych Skał. Wraz z Dupinkiem znajduje się na niewielkiej i zarastającej polance, w odległości około 100 m na północ od Weselnej. Kominowa ma wysokość 12 m i zbudowana jest z twardych wapieni skalistych. Jest na niej jedna, poprowadzona w 1994 r. droga wspinaczkowa Princessa  o trudności VI+ w skali Kurtyki. Ma zamontowane stałe punkty asekuracyjne. Jej popularność wśród wspinaczy jest niewielka. 
Na wysokości 2 m nad ziemią u północno-zachodniej podstawy Kominowej znajduje się otwór Schroniska na Straszykowej Górze Dziewiątego.